# Воямполка
Воямполка  (рос. Воямполка) — село у Тигільському районі Камчатського краю Російської Федерації.
Населення становить 125 осіб (2018). Входить до складу муніципального утворення село Воямполка.

## Історія
До 1 червня 2007 року у складі Коряцького автономного округу Камчатської області, відтак у складі Камчатського краю. Згідно із законом від 2 грудня 2004 року органом місцевого самоврядування є село Воямполка.

## Населення
| 1888 | 2002 | 2010 | 2012 | 2013 | 2014 | 2015 |
| ---- | ---- | ---- | ---- | ---- | ---- | ---- |
| 123  | ↗212 | ↘155 | ↘152 | ↘146 | ↘145 | ↘142 |
| 2016 | 2017 | 2018 |      |      |      |      |
| ↘137 | ↘135 | ↘125 |      |      |      |      |